# Sergio Iesi
Sergio Iesi Tedesco (Venecija, 8. travnja 1912. - ?) bio je urugvajski mačevalac.
Nastupio je na Olimpijskim igrama 1948. u Londonu u disciplinama floret pojedinačno i momčadski, a na Olimpijskim igrama 1952. u Helsinkiju u disciplini floret pojedinačno.